# Bataille de Gonzales
Révolution texane
Batailles
- Gonzales
- Concepción
- Grass Fight
- Béxar
- San Patricio
- Agua Dulce
- Fort Alamo
- Refugio
- Coleto
- San Jacinto

La bataille de Gonzales est une escarmouche qui a eu lieu le 2 octobre 1835, dans la ville de  Gonzales au Texas, entre les colons texans et un détachement de l'armée mexicaine. Bien qu'elle ait été mineure d'un point de vue militaire, elle constitue une coupure claire entre les colons américains et le gouvernement mexicain et marque le début de la révolution texane.

## Histoire
En 1831, Green DeWitt demanda aux autorités mexicaines de prêter aux colons de Gonzales un canon pour les aider à se protéger des raids fréquents des Comanches. L’un d’eux a été fourni, à condition que le canon soit rendu aux Mexicains sur demande. Au cours des quatre années suivantes, la situation politique au Mexique se détériore et, en 1835, plusieurs États se révoltent. Alors que les troubles se répandaient, le colonel Domingo de Ugartechea, commandant de toutes les troupes mexicaines au Texas, jugea imprudent de laisser une arme aux habitants de Gonzales et demanda le retour du canon.
Lorsque la demande initiale a été refusée, Ugartechea a envoyé 100 dragons pour récupérer le canon. Les soldats s’approchèrent de Gonzales le 29 septembre 1835, mais les colons utilisèrent diverses excuses pour les empêcher d’entrer dans la ville, tout en envoyant secrètement des messagers pour demander de l’aide aux communautés voisines. En deux jours, jusqu’à 140 Texans se rassemblèrent à Gonzales, tous déterminés à ne pas abandonner le canon. Le 1er octobre, les colons ont voté pour déclencher un combat. Les soldats mexicains ont ouvert le feu alors que les Texans approchaient de leur camp aux premières heures du 2 octobre. Après plusieurs heures de tirs désespérés, les soldats mexicains se sont retirés.
Bien que l’escarmouche ait eu peu de signification militaire, elle a marqué une rupture nette entre les colons et le gouvernement mexicain et est considérée comme le début de la révolution texane. La nouvelle de l’escarmouche se répandit dans tous les États-Unis, où elle était souvent appelée le « Lexington du Texas ».
Deux canons ont été utilisés par les Texans dans les combats, le six livres en bronze contesté et un esmeril espagnol plus petit en fer, son calibre étant d’une livre ou moins.

Le canon exposé au musée de Gonzales.

Le sort du canon est contesté. Il a peut-être été enterré et redécouvert en 1936, ou il a peut-être été saisi par les troupes mexicaines après la bataille d’Alamo. Un six livres en bronze a été noté comme l’un des vingt et un gros canons capturés et enterrés par les Mexicains à l’Alamo, déterré en 1852 et envoyé à New York en 1874 pour être coulé dans une cloche qui est suspendue dans l’église épiscopale Saint-Marc à San Antonio; tandis qu’un canon de fer plus petit a été abandonné dans un ruisseau et découvert par une inondation en 1936, exposé au Gonzales Memorial Museum à partir de 2020.